# Misty in Roots
Misty in Roots – pochodzący z Londynu angielski zespół wykonujący muzykę reggae. Grupa powstała we wczesnych latach 70., a jej pierwszy album Live at the Counter Eurovision ukazał się w 1979. Razem ze Steel Pulse oraz Aswad, Misty in Roots zalicza się do najważniejszych wykonawców reggae w Wielkiej Brytanii.

## Dyskografia
- Live at the Counter Eurovision (1979)
- Misty Over Sweden (1979)
- Wise and Foolish (1982)
- Earth (1983)
- Musi-O-Tunya (1985)
- Forward (1989)
- The John Peel Sessions (1995)
- Jah Sees Jah Knows (1998)
- Roots Controller (2002)